# Sabrina Buchholz
Sabrina Buchholz, född 5 mars 1980 i Oberhof i Thüringen i DDR, är en tysk gränspolis och skidskytt.

## Meriter

### Junior-VM
- 2000
  - Sprint – 1
  - Jaktstart – 1
  - Stafett – 1
  - Distans – 2

### EM
- 2002: Stafett – 1
- 2004: Stafett – 3
- 2005: Distans – 2
- 2006: Stafett – 3

### Europacupen
- 2002: Totalcupen – 1
- 2003: Totalcupen – 1